# 阜平县
阜平县是河北省保定市下辖的一个县。位于河北省中西部。据《河北现名考源》记载，“阜”为“盛”，县名寓“兴盛平安”之意。
县人民政府驻阜平镇北街69號，距离省会石家庄大约96公里远。

## 历史沿革
宋为行唐北寨，金称北镇，明昌四年（1193年）以行唐北镇置阜平县，属河北西路真定府；元明清皆因之。现属河北省保定市。
1931年7月26日，在山西平定暴动后的中国工农红军第二十四军移动至阜平县城，建立了中华苏维埃阜平县政府，牛曦为主席，后在石友三的打击下，政委谷雄一、军长赫光等被捕处决，其余人员撤出阜平县前往陕北，参加了刘志丹领导的红军队伍。

## 行政区划
阜平县下辖8个镇、5个乡：
阜平镇、龙泉关镇、平阳镇、城南庄镇、天生桥镇、王林口镇、台峪乡、大台乡、史家寨乡、砂窝镇、吴王口乡、夏庄乡和北果园镇。

## 人口
根據第七次人口普查數據，截至2020年11月1日零時，阜平縣常住人口為194004人。

## 交通
- 207国道、 337国道过境。
- 2010年12月16日，保阜高速公路二期正式开通，实现从保定途经满城、顺平、唐县、曲阳到达阜平县城，行程缩短为1个半小时。
- 阜平是从河北前住五台山的必经之路之一。